# Zsíros Tibor
Zsíros Tibor, Zsizsi bácsi (Pestszentimre, 1930. június 8. – Budapest, 2013. február 13.) magyar kosárlabdázó (center), mesteredző.
Az 1955-ös magyar kosárlabda aranycsapat tagja. Kiemelkedő edző, szövetségi kapitány, játékvezető, sportvezető. Haláláig segítette a játékvezetőket komisszárként. Rendszeresen látogatta az utánpótlás-mérkőzéseket.
2005 decemberében egy szakmai zsűri és közönségszavazatok alapján beválasztották a magyar kosárlabdázás halhatatlan játékosai, illetve edzői közé.

## Élete

### Csapatai
BKV Előre, MÁVAG, Ganz-Mávag

### Eredményei
- 3x középiskolás bajnok, 1x második helyezés;
- 3x magyar bajnok, 4x ezüstérmes, 9x bronzérmes;
- 1x főiskolai világbajnok (1954);
- EB ezüstérem (1953);
- Európa-bajnok (1955);
- 116x válogatott;
- 3x olimpiai részvétel (1948, 1952, 1960)

Edzőként, szövetségi kapitányként:
- Olimpiai részvétel a magyar válogatottal (1964)
- mesteredző (1975)

### 1955-ös Európa-bajnokság (Népstadion)
A nyolcaddöntőben összesen 6 mérkőzésen játszott, 95 pontot szerzett; átlag 15,8 pont ezzel a magyar csapat legjobbja.
1955. június 19. (vasárnap) Magyarország-Románia 71:60 (46:38)

### Idős korában
Élete végéig aktívan részt vett a kosárlabdázás életében. Komisszárként, ellenőrként a magyar bajnoki, utánpótlás-mérkőzéseket segíti. Szabályismerete, tapasztalata miatt a játékvezetők kikérték véleményét vitatott helyzetekben.
Haláláig a Magyar Diáksport Szövetség Kosárlabda szakágának tiszteletbeli elnöke, a Budapesti Kosárlabdázók Szövetsége Technikai Bizottságának elnöke, a Magyar Kosárlabdázók Országos Szövetségének tiszteletbeli elnökségének, valamint versenybizottságának tagja volt.
Szívelégtelenségben hunyt el 2013. februárjában.

## Díjai, elismerései
- A Magyar Népköztársaság kiváló sportolója (1951)[2]
- A Magyar Népköztársaság Kiváló Sportolója (1955)[3]
- Magyar Népköztársasági Sportérdemérem arany fokozat (1960)[4]
- Fair Play Életmű-díj (2011)[5]
- Budapest díszpolgára (2012)

## Művei
2008-ban adták ki könyvét, amely a magyar kosárlabdázás történetét foglalja össze a kezdetektől az 1955-ös EB-sikerig.
- Zsíros Tibor. Kosárarany, amikor Magyarország Európa legjobbja. Bp.: Kosárvarázs Alapítvány (2008). ISBN 9789630662772
- Budapesti kosarasok; Budapesti Kosárlabdázók Szövetsége, Bp., 2010
- Az aranykor után; Kosárvarázs Alapítvány, Bp., 2010
- Gyímesi János–Zsíros Tibor: Az első 100 évünk. A magyar kosárlabdázás története; Magyar Kosárlabdázók Országos Szövetsége, Bp., 2012